# 분노의 포도 (영화)
《분노의 포도》(憤怒의 葡萄; 영어: The Grapes Of Wrath)는 미국에서 제작된 존 포드 감독의 1940년 드라마 영화이다. 존 스타인벡의 동명의 소설을 바탕으로 제작되었다. 헨리 폰다 등이 주연으로 출연하였고 대릴 F. 자눅 등이 제작에 참여하였다.

## 줄거리
교도소에서 풀려난 톰 조드는 히치하이킹으로 오클라호마주에 있는 소작농 부모님의 농장으로 향한다. 도중에 그는 자신에게 세례를 주었지만 그 이후로 믿음을 잃은 전 목사 짐 캐시를 만난다. 그는 톰과 함께 조드 가족의 농장으로 간다. 농장은 버려져 있었지만 그들은 그곳에 숨어 있는 이웃 멀리 그레이브스를 찾는다. 그레이브스는 땅 소유주들이 트랙터로 집을 부수고 지역 농부들을 농장에서 쫓아냈다고 설명한다.
톰은 곧 삼촌의 집에서 가족과 재회한다. 조드 가족은 다른 쫓겨난 가족들과 함께 약속의 땅인 캘리포니아주로 이주한다. 그들은 긴 여행을 위해 트럭으로 개조된 낡은 차에 모든 것을 싣는다. 캐시는 그들과 동행하기로 결정한다.
66번 고속도로를 따라가는 여행은 힘들었고, 곧 조드 가족에게 큰 타격을 입혔다. 나이든 할아버지는 도중에 사망한다. 가족은 캠프에 주차하고 캘리포니아에서 돌아오는 이주민을 만난다. 그는 캘리포니아의 기회에 대한 아빠의 낙관론을 비웃고 서부에서의 경험에 대해 쓰디쓴 말을 한다. 캘리포니아에 도착했을 때 할머니는 사망한다. 장남 노아는 가족을 떠난다.
가족은 노동자를 위한 첫 번째 임시 이주민 캠프장에 도착한다. 캠프는 굶주리고 일자리가 없으며 절망적인 다른 여행자들로 붐빈다. 사위 코니는 임신한 아내 로즈 오브 샤론을 버린다. 보안관과 선동가 사이의 문제를 목격한 조드 가족은 서둘러 떠나 다른 이주민 캠프인 킨 목장으로 간다. 밭에서 일한 후 그들은 그 지역의 유일한 상점인 회사 상점의 높은 식료품 가격을 알게 된다. 이주 노동자 무리가 파업을 하자 톰은 그것에 대해 더 배우고 싶어한다. 그는 어두운 숲에서 비밀 회의에 참석한다. 모임이 발각되자 캐시는 캠프 경비원에게 살해당한다. 톰은 자신을 방어하다가 실수로 경비원을 죽인다.
톰은 심각한 뺨 부상을 입어 쉽게 알아볼 수 있게 된다. 그날 저녁, 경비원들이 경비원을 죽인 사람을 찾으러 오자 가족은 톰을 숨긴다. 톰은 발각되지 않았고, 가족은 더 이상의 사건 없이 킨 목장을 떠난다. 한동안 운전한 후, 그들은 위드패치 캠프("밀밭")에 도착한다. 이곳은 미국 농무부에서 운영하는 깨끗한 시설로, 조드 아이들이 이전에 본 적 없는 실내 화장실과 샤워실을 갖추고 있다.
나중에 밀밭에서 열린 주간 토요일 밤 춤 모임에서, 낯선 사람들 무리가 폭동을 선동하여 지역 법 집행 기관이 캠프를 습격하고 지도자들을 체포할 구실을 만들려고 도착한다. 캠프 위원회원들은 이를 예상하고 싸움을 시작하려는 낯선 사람들을 제압하여 법이 계획을 중단할 수밖에 없게 만든다.
톰은 여러 캠프에서 목격한 것을 통해 변화를 위해 일해야겠다는 마음을 먹는다. 경찰관들이 톰이 죽인 경비원의 살인범을 찾으러 오자 그는 떠나기로 결정하고, 어머니에게 노동자 권리를 위해 싸움으로써 캐시의 사명을 이어갈 계획이라고 말한다. 가족이 다시 움직이면서 그들은 직면했던 두려움과 어려움을 되새기며, 엄마는 그들의 종족이 계속 살아남을 것이라고 단호히 맹세한다.

## 출연

### 주연
- 헨리 폰다
- 제인 다웰

### 조연
- 존 캐러딘
- 찰리 그레이프
- 도리스 바우든
- 러셀 심슨
- O.Z. 화이트헤드
- 존 쿠알른
- 에디 퀼런
- 제피 티버리
- 프랭크 설리
- 프랭크 다리엔
- 대릴 히크먼
- 셜리 밀스
- 로저 임호프
- 그랜트 미첼
- 찰스 D. 브라운
- 워드 본드
- 해리 타일러
- 윌리엄 포리
- 찰스 태넌
- 셀머 잭슨
- 찰스 미들턴
- 에디 월러
- 폴 가일포일
- 클리프 클락
- 조 소여
- 프랭크 파이른
- 애드리언 모리스
- 홀리스 지웰
- 로버트 호먼스
- 얼빙 베이콘
- 키티 맥휴
- 월리 앨브라이트
- 얼빌 앨더슨
- 조세핀 앨런
- 로버트 J. 앤더슨
- 프랭크 앳킨슨
- 아서 에이리스워스
- 트레버 바뎃
- 조 보듀스
- 조지 P. 브레이크스턴
- 버스터 브로디
- 노라 부시
- 러스 클락
- 해리 코딩
- 짐 코리
- 지노 카라도
- 델마 코스텔로
- 제인 크로리
- 존 딜슨
- 랠프 던
- 쏜턴 에드워즈
- 팻 플라허티
- 제임스 플러빈
- 프란시스 포드
- 윌리엄 하디
- 벤 홀
- 딘 홀
- 에드너 홀
- 허버트 헤이우드
- 해리 홀든
- 릴리언 로렌스
- 렉스 리스
- 매 마쉬
- 루이스 메이슨
- 스코티 매트로
- 월터 맥그레일
- 월터 밀러
- 필립 모리스
- 프랭크 오코너
- 조지 오하라
- 테드 올리버

## 기타
- 원작자: 존 스타인벡
- 협력프로듀서: 누널리 존슨
- 세트: 토머스 리틀
- 의상: 그웬 웨이크링
- 기술감독: 톰 콜린스